# Герусия
Герусѝята, срещана понякога транскрибирано и като Герузѝя е съвет на старейшините на град държава в Древна Гърция. Това е колегия от уважавани хора, избрани за герусиасти (старейшини) пожизнено.
Герусията управлява имотите на храмовете, разполага с част от средствата им, получава доходи от глоби, налагани за погребения в чужд гроб, закупен за вечни времена. Функциите ѝ все още не са напълно изяснени. Известни са длъжностите герусиарх (ръководител на герузията), ковчежник и синдик (адвокат).
Най-известна е герусията в Древна Спарта, съставена от 28 геронта, навършили 60 години, избирани пожизнено, и двамата царе на Спарта.